# Krugiodendron ferreum
Krugiodendron ferreum är en brakvedsväxtart som först beskrevs av Vahl, och fick sitt nu gällande namn av Ignatz Urban. Krugiodendron ferreum ingår i släktet Krugiodendron och familjen brakvedsväxter. Inga underarter finns listade i Catalogue of Life.